# Shelly Beach (West Cape Howe)
Shelly Beach, manchmal auch Shelley Beach, ist ein Sandstrand im Süden des australischen Bundesstaats Western Australia. Er liegt bei dem Ort West Cape Howe im West-Cape-Howe-Nationalpark.
Der Strand ist 790 Meter lang und bis zu 80 Meter breit. Er öffnet sich in Richtung Osten. Die Horton-Shelly Beach Road führt zu einem Campingplatz am Strand, von dem aus auch der Strand zu erreichen ist.
Shelly Beach wird nicht von Rettungsschwimmern bewacht. Er wird von SLSA (Surf Life Saving Australia) als mäßig gefährlich eingestuft.